# Соколов, Василий Александрович (богослов)
Василий Александрович Соколов (1851—1918) — российский богослов, заслуженный профессор Московской духовной академии, действительный статский советник.

## Биография
Родился 17 (29) августа 1851 года в в Сергиевом Посаде, в семье бакалавра, преподавателя Московской духовной академии Александра Кирилловича Соколова.
Окончил Московскую духовную семинарию (1870) и Московскую духовную академию (1874; кандидатское сочинение — «Влияние христианства на греко-римское законодательство»). В октябре 1874 года был избран на должность приват-доцента Московской духовной академии по кафедре новой гражданской истории. В мае 1881 года защитил магистерскую диссертацию «Реформация в Англии» и в июне стал доцентом. С 1886 года — экстраординарный профессор. С сентября 1885 года по сентябрь 1891 года он также был лектором английского языка.
В 1893—1904 годах был профессором кафедры истории и разбора западных исповеданий. Одновременно, в 1893—1897 годы — редактор журнала «Богословский вестник».
После защиты диссертации «Иерархия англиканской епископальной церкви» (Сергиев Посад, 1897), которая вызвала оживлённую полемику в журналах, в июле 1898 года он был удостоен степени доктора богословия и с октября состоял ординарным профессором. С января 1900 года — заслуженный профессор. С 1902 года состоял членом Правления Московской духовной академии.
С 30 декабря 1904 года согласно прошению был уволен от духовно-учебной работы. С 14 февраля 1905 года — почётный член Московской духовной академии. Поселился в Москве и служил инспектором учебных заведений по ведомству императрицы Марии Фёдоровны.
Действительный статский советник, кавалер орденов Станислава 2-й и 3-й степени, Анны 2-й и 3-й ст., Св. Владимира 4-й степени. Председатель благотворительного общества во имя преподобного Сергия и Никона, член партии Союз 17 октября.
Умер 20 декабря 1918 года в Москве.
Был женат на дочери И. М. Богословского-Платонова, Софии. Их дочь — Любовь Васильевна (Соколова) Тихомирова — жена богослова и философа Павла Васильевича Тихомирова.

## Публикации
- «О влиянии христианства на греко-римское законодательство» («Чтения в общ. любит. дух. просв.», 1877, № 1 и 11; 1878, № 3, 9 и 12)
- Реформация в Англии (Генрих VIII и Эдуард VI). — М.: тип. Л. Ф. Снегирева, 1881. — [4], 537, IV с.
- «Томас Крамэр, архиепископ кентерберийский» («Правосл. Обозрение», 1882, № 4, 10 и 11),
- «Английские пилигримы средних веков» (ib., 1882, № 8),
- «Белое духовенство католической Англии» («Чтение в общ. любит. дух. просв.», 1883, № 5),
- «Отшельники и затворники католической Англии» («Прибавл. к Творен. св. отцов», 1884, № 1),
- «Церковь и университеты Англии XVI в. по описанию современника» (ib., 1884, № 2),
- «Участие немецких протестантских князей XVI в. в деле религиозно-нравственного воспитания народа» («Правосл. Обозр.», 1884, № 2)
- Христианство и ислам : По поводу кн. Ганса Прутца «Kulturgeschichte der Kreuzzüge». Berlin 1883. — М.: тип. М. Г. Волчанинова (б. М. Н. Лаврова и К°), 1885. — 160 с.
- «Семья и школа» (М., 1886)
- «О влиянии христианства на быт европейского общества» (М., 1892);
- Елизавета Тюдор королева английская. — Сергиев Посад: 2-я тип. А.И. Снегиревой, 1892. — 132 с.;
- «Можно ли признать законность иерархии старокатоликов»? (Сергиев Посад, 1893);
- «Парламент религий в Чикаго» (Сергиев Посад, 1894);
- «К современному вопросу. Старокатолицизм» («Богословский вестник». — 1895. — № 1);
- «Исповедание веры американских старокатоликов» («Богословский вестник». — 1896. — № 2);
- Иерархия англиканской епископальной церкви. — Сергиев Посад: 2 тип. А. И. Снегиревой, 1897. — [2], II, 362 с.
- «О соединении церквей» (Сергиев Посад, 1898);
- «Знаменательный факт в истории междуцерковных отношений» (1900);
- «Голос из Америки» (1902);
- «Поездка в Рим на пасху юбилейного года» (Сергиев Посад, 1902);
- «Современное папство и социальный вопрос» (Сергиев Посад, 1904);
- «Можно ли и должно ли нам молиться в церкви за усопших инославных»? (Сергиев Посад, 1906);
- «Предстоящий всероссийский церковный собор, его состав и задачи» (Сергиев Посад, 1906);
- Промысл Божий по учению ветхозаветной Библии. — М.: Русская печатня, 1912. — 84 с.

Кроме работ по богословию и истории вероисповеданий, а также религиозной жизни западной церкви, В. А. Соколов написал воспоминания и биографические очерки о профессорах Московской духовной академии: А. В. Горском, С. К. Смирнове, Е. В. Амфитеатрове, П. С. Казанском, В. Д. Кудрявцеве-Платонове, Д. Ф. Голубинском, а также других видных личностях (А. А. Киреев и др.).